# 卢占魁
卢占魁（1887年—1923年），又有资料记为卢占奎，山西省归绥道丰镇厅（今内蒙古自治区丰镇市）隆盛庄天宝屯村人，中华民国初年绥远馬賊、土匪。

## 生平

### 早年生涯
清朝光绪十三年（1887年），卢占魁生于丰镇厅隆盛庄天宝屯村的一个贫苦农民家庭。青少年时，卢占魁曾经给富户当过长工。其父借钱给卢占魁，让卢占魁在隆盛庄摆杂货摊，后来杂货摊遭到土匪抢劫。
1911年辛亥革命爆发，卢占魁参加了丰镇“小状元（张占魁）”起义。起义失败后，卢占魁随部队至兴和、丰镇地区巡防。
民国三年（1914年），晋军大同镇守使陈希义以军纪涣散为名，将卢占魁所在的独立营的官兵全部处决，卢占魁因正巧请假回家而幸免。为了给死去的兄弟们报仇，卢占魁在隆盛庄庙会时，杀害了陈希义的孙子和外甥，随后来到大青山当土匪。
外蒙古独立后，大蒙古国派蒙军参谋、热河蒙古人达赖公为“内蒙古宣抚使”，策动内蒙古响应外蒙古独立。达赖公结识了卢占魁之后，为卢占魁提供武器弹药，卢占魁迅速扩大了队伍，人数达到1000人，在武川、陶林（今察哈尔右翼中旗）、固阳、达尔罕、茂明安等旗、厅袭击当地的士绅和富户，抢占交通要道，劫掠官府及工商业者。
此后，各地匪徒纷纷投奔卢占魁。而且因为绥远都统张绍曾于民国三年（1914年）下令解散蒙古军队，脱下军装的官兵不谙农耕，无法生活，故有1000多人投奔了卢占魁。卢占魁的队伍猛增至2000多人。卢占魁封了“十大弟兄”，即将军老大卢占魁、烂头老二张德义、革命老三赵有禄、喜生老四、豁牙老五崔永胜、格尔济老六武耀威、阎王老七巴音豹、龙图老八图森额、蒙古老九白彦公、回回老十金占魁。卢占魁的队伍成为由汉族、蒙古族、回族组成的匪帮，最多时达到2万人。
卢占魁的队伍抢夺蒙旗保安队的枪械及马匹，绑架财主和商人以勒索钱财，致使归绥、包头等地的商家无法正常经营。

### 剿抚无功
民国四年（1915年）11月，绥远都统潘榘楹就任后不久，便接到了武川、固阳、包头等县的士绅、商人要求政府派兵剿匪的信函。中华民国政府海陆军统率办事处派师长冯占元担任剿匪司令。12月20日，冯占元命令骑兵、炮兵进军大青山。冯占元本人则乘红围轿子尾随部队督战。冯占元部进至武川银号时，和卢占魁的大部队遭遇，冯占元部未能击败卢占魁。
此后，卢占魁的队伍分为两股，一股自大青山黑牛沟南下袭扰察素齐、归绥，一股自大青山五当沟出山，进攻包头、萨拉齐。12月25日，卢占魁部2000多人围攻萨拉齐城，萨拉齐厅知事邓书山弃城逃走。卢占魁入城后，释放了监狱、拘留所内的犯人和嫌犯，扩充队伍。卢占魁还迫使工匠为其制作旗帜、令箭、军服、印信等，其中印信上刻“塞北都督招讨使飞虎上将军卢”。卢占魁部占领萨拉齐共5天时间，其间劫走各商号的金银、银元、马匹、首饰、衣物等折合银元共33万元，杀害了5名商人、伤2人，居民财物损失达2万余元。
绥远都统闻讯之后，即刻派遣驻包头的剿匪副司令李鹤翔率部赴萨拉齐进剿。12月30日，卢占魁部自萨拉齐城东门撤出，逃往东南方向。李鹤翔部收复萨拉齐镇。同时，受李鹤翔派遣，团长郑金声率官军八十团攻克了察素齐和毕克齐镇，击毙了豁牙老五，击伤了匪首苏雨生，并俘获了数名匪徒。残余的匪徒五六百人自万家沟逃往大青山。
民国五年（1916年）1月，卢占魁亲自率领1200多人进攻托克托县城以及河口镇。托克托县知事赵震勋携全家逃走。卢占魁部裹胁了托克托县警察一百多人，还抢劫了枪支弹药，抢掠各大商号。占据托克托县3天后，卢占魁部渡过黄河开赴伊克昭盟。5天后，卢占魁以为李团已经撤回归绥，又进击托克托县城。李团长早已在二道河布防，黎明时同卢占魁部交火，击毙10多名匪徒，俘虏了3名匪首并押往城内处决。卢占魁部过黄河逃走。此后，卢占魁部分为河南、河北两股，时分时合。
民国五年（1916年）2月，卢占魁渡过黄河北上，同河北的土匪会合，骚扰包头、萨拉齐、武川、固阳等县，直接威胁绥远都统署。因司令冯占元剿匪不力，中华民国政府改调多伦镇守使萧良臣出任绥远剿匪会办。萧良臣率800多淮军骑兵，自卓资山向西进至武川，围困了卢占魁部，歼灭卢占魁部100多人，俘虏了匪首刘长毛等21人。卢占魁部遭受重创，逃往后套、阿拉善旗地区。
不久，萧良臣东调，各地小股土匪继续活动，卢占魁部也重新在武川、固阳地区活动。民国六年（1917年）1月，绥远都统蒋雁行招抚了卢占魁部，将卢占魁部一万人改编为一个骑兵旅，任命卢占魁为旅长，驻五原县隆兴长、大佘太地区。
此后，由于该部队继续为非作歹，民众纷纷请绥远都统署将卢占魁旅调离，但未果。民众又推举大盛魁掌柜段履庄、土默特旗总管荣祥等人到北京上书。绥远籍国民党议员李景泉等人提出了弹劾绥远都统案。当时，绥远都统蒋雁行正在北京办事，驻绥远的旅长王丕焕乃乘机勾结卢占魁杀害了绥远都统署长官张凤朝，窃取了绥远都统署的权力。中华民国政府乃派蔡成勋率中央陆军第一师全师、第二师一营、第三师一团赴绥远剿匪。

### 遭到诱杀
民国六年（1917年）9月，中华民国政府免去了蒋雁行的绥远都统职务，任命蔡成勋为绥远都统。蔡成勋派兵赴五原围剿卢占魁部。卢占魁部逃跑，先后经过了武川、陶林、兴和、和林格尔、清水河等县。蔡成勋部最后将卢占魁部逼往陕西省。此后，卢占魁部在陕西省活动。
民国九年（1920年），卢占魁部流窜于四川省、湖北省、河北省、云南省等省，遭到各个击破，匪首大多死亡。卢占魁乃逃回丰镇，置办了许多土地和房产，招募300多人，投奔了奉系军阀张作霖。
民国十二年（1923年），卢占魁等110余名匪徒被镇守使阚朝玺自奉天诱杀于奉天省黑山，尸体均使用煤油焚烧。